# Surányi Géza
Surányi Géza (Kondoros, 1890. február 7. – Budapest, 1956) publicista, lapszerkesztő.

## Élete
A Magyarországi Tanácsköztársaság bukását követően emigrált Csehszlovákiába és bekapcsolódott a csehszlovák szociáldemokrácia munkájába. A kormányt támogató aktivista politika vezető képviselője lett. 1927-től részt vett a Csehszlovák Szociáldemokrata Munkáspárt Országos Magyar Szervezőbizottságának munkájában. 1933-ban felvetette a Csehszlovákiai Magyarok Ligája szervezet ötletét, ami végül nem valósult meg. Több antirevíziós eseményen is felszólalt. 1945 után visszatért a csonka Magyarországra.
A Csehszlovákiai Magyar Újságírók Szindikátusának és a Magyar Újságírók Szövetségének egyik vezetője, illetve a Masaryk Akadémia titkára volt. A Magyar Figyelő felelős szerkesztője, az 1921-1933 között megjelenő A Reggel egyik szerkesztő munkatársa volt. Váradi Aladárral szerkesztette a Csehszlovákiai Népszava hetilapot, de más kormánypárti lapokban is publikált (például Magyar Újság). Főként történeti, irodalomtörténeti jellegű tanulmányokat és novellákat írt.

## Művei
- 1928 Magyar múlt és jelen különös tekintettel a magyar kisebbség helyzetére a Csehszlovák Köztársaságban (tsz. Váradi Aladár)
- 1930 Masaryk G. T. – élete, működése és hatása. Masaryk művek magyar kiadóbizottsága. (tsz. Darvas Sándor – Váradi Aladár)